# استحلال
استحلال یعنی حلال ساختن این اصطلاح در فقه مسلمانان رواج دارد که معانی مختلف دارد حلال شمردن و حلال کردن و حلالیت طلب کردن.
مثلاً بر (استحلال) به معنی حلال شمردن محرمات ضروری دین و غیرضروری دین آثاری مترتب است یا (استحلال) به معنی حلالیت طلب کردن دارای سه حالت واجب و مستحب و حرام است که در کتب فقهی توضیح داده شده‌است. و در (استحلال) به معنای حلال کردن بحث در مورد حلال شدن برخی محرمات بر اثر اضطرار یا حلال شدن با علت سبب شرعی است.